# Under falsk flagg (film, 1945)
Under falsk flagg (engelska: Christmas in Connecticut) är en amerikansk romantisk komedifilm från 1945 i regi av Peter Godfrey. Det är en så kallad "julfilm". Först var det tänkt att Bette Davis skulle spela huvudrollen, men senare tog Barbara Stanwyck över.

## Handling
Matskribenten Elizabeth lever gott på sina artiklar om sitt fiktiva liv som gift fru på en gård i Connecticut. I verkligheten lever hon singelliv i New York, och matlagning är långt ifrån hennes starka sida. När chefredaktören vill att hon håller en middag för krigshjälten Jefferson Jones får hon stora problem.

## Rollista
- Barbara Stanwyck - Elizabeth Lane
- Dennis Morgan - Jefferson Jones

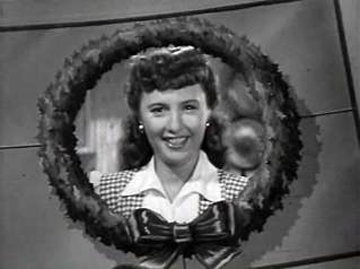
Barbara Stanwyck i filmens trailer.

- Sydney Greenstreet - Alexander Yardley
- Reginald Gardiner - John Sloan
- S.Z. Sakall - Felix Bassenak
- Robert Shayne - Dudley Beecham
- Una O'Connor - Norah
- Frank Jenks - Sinkewicz
- Joyce Compton - Mary Lee
- Dick Elliott - Crothers, domare